# Conopora candelabrum
Conopora candelabrum is een hydroïdpoliep uit de familie Stylasteridae. De poliep komt uit het geslacht Conopora. Conopora candelabrum werd in 1991 voor het eerst wetenschappelijk beschreven door Cairns. 